# The Idle Rich (film, 1929)
Pour l’article homonyme, voir The Idle Rich.
The Idle Rich est un film américain pré-Code sonore réalisé par William C. de Mille, sorti en 1929.

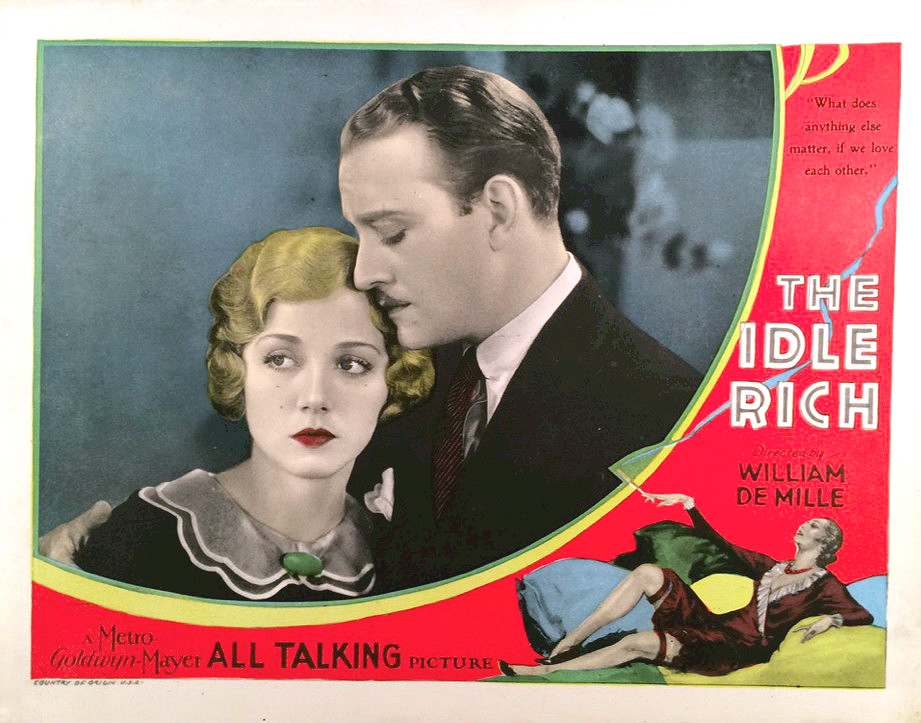
Carte promotionnelle du film.

Le scénario est basé sur une pièce de théâtre d'Edith Ellis jouée à Los Angeles en 1924 avant d'être produite au Cort Theater à Broadway.

## Fiche technique
- Réalisation : William C. de Mille
- Scénario : Clara Beranger, Robert E. "Hoppy" Hopkins (non crédité) d'après la pièce White Collars: a Comedy in Three Acts d'Edith Ellis[2].
- Producteurs : Louis B. Mayer, Irving Thalberg
- Photographie : Leonard Smith
- Montage : Conrad A. Nervig
- Distributeur : MGM
- Durée : 80 minutes
- Date de sortie : 15 juin 1929

## Distribution
- Conrad Nagel : William van Luyn
- Bessie Love : Helen Thayer
- Leila Hyams : Joan Thayer
- Robert Ober : Henry Thayer
- James Neill : Mr. Thayer
- Edythe Chapman : Mrs. Thayer
- Paul Kruger : Tom Gibney
- Kenneth Gibson : Frank Thayer, le frère d'Helen